# Eunidia subnigra
Eunidia subnigra là một loài bọ cánh cứng trong họ Cerambycidae.